# Ха-поэль ха-мизрахи
Ха-поэль ха-мизрахи (ивр. הפועל המזרחי‎, рабочий Мизрахи) — политическая партия и поселенческое движение в Израиле, один из предшественников национально-религиозной партии, которая впоследствии стала партией еврейский дом.

## История
Ха-поэль ха-мизрахи была создана в Иерусалиме в 1922 году под сионистским лозунгом «Тора ва-Авода» (Тора и труд) как религиозная сионистская организация, которая поддерживала религиозные кибуцы и мошавы, где работа выполнялась в соответствии с Галахой.  Название происходит от Сионистской организации Мизрахи, что расшифровывается как религиозный центр (ивр. מרכז רוחני‎ Мерказ Рухани).
На выборах в кнессет 1-го созыва прошла в совместном списке организаций религиозного фронта наряду с Мизрахи, Агудат Исраэль и Поалей Агудат Исраэль. Группа получила 16 мест, из которых Хапоэль ха-мизрахи — семь, и стала третьей по величине партией в Кнессете после МАПАЙ и МАПАМ. Группе было предложено присоединиться к коалиции правительства Давида Бен-Гуриона, и Хаим-Моше Шапира стал выполнять следующие обязанности: министр внутренних дел, министр здравоохранения и министр по вопросам иммиграции в первом правительстве.
Объединенный религиозный фронт сыграл важную роль в падении первого правительства, в связи с несогласием с Мапай по ряду вопросов (образование в иммигрантских лагерях, религиозная система образования, а также требования снабжения и закрытие Министерства нормирования). Бен-Гурион ушел в отставку 15 октября 1950 года. Когда две недели спустя проблемы были решены, он сформировал второе правительство с теми же партнерами по коалиции и министрами, что и прежде.
На выборах 1951 года партия баллотировалась в Кнессет под названием Тора и работа — Ха-поэль ха-мизрахи, получив восемь мест, и став четвёртой по величине партией. Она снова присоединилась к правящей коалиции и оставалась членом всех четырёх правительств второго созыва. Шапира сохранил должность министра внутренних дел, а также стал министром религий. Когда третий кабинет рухнул, Шапира потерял Министерство внутренних дел и стал министром благосостояния. Он пришел в МВД при шестом правительстве. Йосеф Бург стал министром, возглавил Министерство здравоохранения в третьем правительстве и Министерство почтовых служб в четвёртом, пятом и шестом.
На выборах 1955 года партия объединила силы со своими идеологическими близнецами, Мизрахи, чтобы сформировать Национальный религиозный фронт. Новая партия получила одиннадцать мест (из которых Ха-поэль ха-мизрахи — девять), став четвёртой по величине фракцией в Кнессете, и была партнером обеих коалиций третьего Кнессета. В 1956 году союз двух партий стал постоянным, и название было изменено на «Национально-религиозная партия».

## Депутаты Кнессета
| Кнессет (ЦБС)     | Депутаты Кнессета |
| ----------------- | --- |
| 1 (1949—1951) (7) | Унна Моше, Йосеф Бург, Элиягу-Моше Гановский, Аарон-Яаков Гринберг, Зераха Варгавтиг, Моше Кельмер (заменена Элиягу Мазур из Агудат Исраэль 11 марта 1949), Хаим-Моше Шапира |
| 2 (1951–1955) (8) | Хаим-Моше Шапира, Моше Унна, Рафаэль Ицхак, Йосеф Бург Зераха Варгавтиг, Элиягу-Моше Гановский, Моше Кельмер, Майкл Хасани                                                   |
| 3 (1955—1956) (9) | Унна Моше, Йосеф Бург, Аарон-Яаков Гринберг, Зераха Варгавтиг, Фрия Зоарец, Майкл Хасани, Кельмер Моше, Ицхак Рафаэль, Хаим-Моше Шапира                                      |